# Peter Kloos
Peter Kloos (Haarlem, 21 juni 1936 – Leiden, 8 augustus 2000) was een Nederlands cultureel antropoloog verbonden aan de Universiteiten van Amsterdam en Leiden en ten slotte hoogleraar Sociologie der Niet-Westerse Samenlevingen aan de Vrije Universiteit Amsterdam. Zijn publicaties betreffen vooral de Indiaanse bevolking van Suriname en de politieke economie van het 19e- en 20e-eeuwse Sri Lanka (Ceylon), naast verschillende inleidingen tot de culturele antropologie. 

## Levensloop
Kloos begon in 1956 aan de Universiteit van Amsterdam en studeerde in 1962 af in culturele antropologie bij André Köbben en in 1963 in sociale geografie. In 1971 promoveerde hij hier, wederom bij Köbben, op het proefschrift The Maroni River Caribs of Surinam, een studie naar de inheemse cultuur rond de Marowijne-rivier in Suriname.
Sinds zijn studietijd deed Kloos lange tijd onderzoek onder verschillende volken. Hij begon als gewetensbezwaarde tegen de militaire dienst, waarbij hij veldonderzoek verrichtte in oostelijk Flevoland. Na zijn docentschap aan de Gemeenteuniversiteit van Amsterdam werkte Kloos begin jaren 1980 aan de Universiteit van Leiden waar hij onder andere een cursus kritische wetenschapsbeoefening verzorgde.
In 1988 werd hij hoogleraar Sociologie der Niet-Westerse Samenlevingen aan de Vrije Universiteit Amsterdam. Zijn inaugurele rede droeg de titel De boodschap van de vierde illusie. Tot zijn dood in het jaar 2000 bleef hij hier verbonden aan de afdeling Culturele Antropologie van de Faculteit Sociaal-Culturele wetenschappen.

## Werk
Kloos deed onderzoek onder verscheidene volken en schreef hiernaast meerdere inleidingen tot de culturele antropologie.

### Veldwerk
Zijn eerste veldonderzoek voerde hij van 1963 tot 1965 uit in Oost-Flevoland. Voor zijn promotie-onderzoek verbleef hij van 1966 tot 1968 in Galibi in Suriname. Van 1972 tot 1973 was hij terug in Suriname voor een studie van de Akuriyo indianen. En vanaf 1977 deed hij met de feministisch antropologe Joke Schrijvers veldonderzoek in Sri Lanka.
Hij onderzocht de meest uiteenlopende zaken van de muziekperceptie van indianen, huwelijk en familieverwantschap in Drente, de problemen van het boerenbedrijf in Flevoland, gezondheid en ziektes in de Surinaamse indianendorpen, tot burgeroorlog en geweld in Sri Lanka.

### Theoretisch werk
Op het gebied van de wetenschapsfilosofie heeft Kloos ook een bescheiden reputatie opgebouwd. Daarnaast schreef hij over meer theoretische zaken als globalisering, nationalisme en de methodologie van het surveyonderzoek.

## Publicaties, een selectie
- 1971: The Maroni River Caribs of Surinam, Van Gorcum
- 1972: Culturele antropologie. Een inleiding, Van Gorcum
- 1973: 'Johannis Sneebeling over Surinaamse indianen. Een manuscript uit de 18de eeuw' in Mededelingen der Surinaamse Musea, Nr. 10, Stichting Surinaams Museum
- 1974: Het indianenprobleem in Zuid-Amerika, Van Gorcum
- 1975: Galibi. Een karaibendorp in Suriname, Bureau Volkslectuur
- 1984: Antropologie als wetenschap, Dick Coutinho
- 1987: Filosofie van de antropologie, Nijhoff
- 1988: Door het oog van de antropoloog. Botsende visies bij heronderzoek, Coutinho
- 1992: Antropologie. Een juweel van een vak, redactie, Van Gorcum
- 1997: The Village in Asia Revisited, met Breman, J. en Saith, A., Oxford University Press